# Utrecht Zuilen vasútállomás
Utrecht Zuilen vasútállomás vasútállomás Hollandiában, Utrecht városában.

## Vasútvonalak
Az állomást az alábbi vasútvonalak érintik:
- Amsterdam–Arnhem-vasútvonal

## Kapcsolódó állomások
A vasútállomáshoz az alábbi állomások vannak a legközelebb:
- Maarssen vasútállomás
- Utrecht Centraal